# مبرهنة ليستر

في الهندسة الإقليدية المستوية، تنص مبرهنة ليستر التي سميت على اسم جون ليستر أنه في أي مثلث أطوال أضلاعه غير متساوي، تقع نقطتي فيرما، مركز دائرة النقاط التسعة، مركز الدائرة المحيطة على دائرة واحدة.

## وصلات خارجية
- إيريك ويستاين، دائرة ليستر، ماثوورلد Mathworld (باللغة الإنكليزية).